# Exocelina messeri
Exocelina messeri är en skalbaggsart som först beskrevs av Michael Balke 1999.  Exocelina messeri ingår i släktet Exocelina och familjen dykare. Inga underarter finns listade i Catalogue of Life.